# Blanka Vlašić
Blanka Vlašić (Spalato, 8 novembre 1983) è un'ex altista croata, vincitrice del titolo mondiale ad Osaka il 2 settembre 2007 con un salto di 2,05 m e a Berlino il 20 agosto 2009 con un salto di 2,04 m.
È anche stata campionessa europea, avendo vinto l'oro agli Europei di Barcellona 2010. Ha inoltre vinto l'argento ai Giochi olimpici di Pechino 2008 e il bronzo ai Giochi olimpici di Rio de Janeiro 2016.

## Biografia
Il suo record personale è di 2,08 metri, realizzato il 31 agosto 2009 a Zagabria; questa misura è anche il record nazionale croato e terzo risultato di tutti i tempi. È stata per due volte campionessa mondiale nella categoria juniores (2000 e 2002). Ha gareggiato ai Giochi olimpici di Sydney 2000 e ad Atene 2004, senza risultati rilevanti.
Ai Campionati europei del 2006, svoltisi a Göteborg è terminata quarta assoluta, diventando la prima atleta a non vincere una medaglia, pur realizzando una misura superiore a due metri in finale.

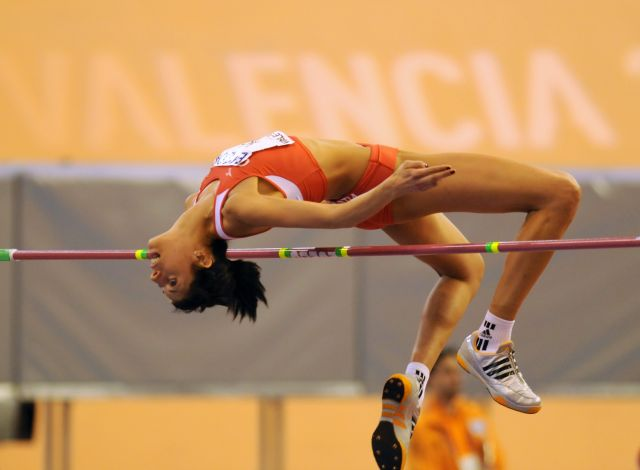
Blanka Vlašić durante l'esecuzione di un salto ai Mondiali indoor di

Nel 2008, dopo una serie di 34 vittorie consecutive, e con la vittoria ai mondiali indoor disputatisi a Valencia, con la misura di 2,03 metri, arriva come favorita ai Giochi olimpici di Pechino, ma viene battuta dalla belga Tia Hellebaut. Per tutta la gara la Vlašić è l'unica a non commettere errori, saltando tutte le misure al primo tentativo fino alla misura di 2,05 metri quando fallisce il primo tentativo. Supera la misura al secondo salto, ma la Hellebaut ci riesce al primo. Vlašić prova ad eguagliare il suo primato personale di 2,07 metri per ottenere l'oro, ma fallisce i tre salti. Ottiene solo un argento e diventa così la prima atleta croata a vincere una medaglia olimpica nell'atletica leggera.
Ai Mondiali del 2009, svoltisi a Berlino, vince la medaglia d'oro saltando 2,04 metri. Il 31 agosto 2009, allo Grand Prix di Zagabria, dopo una facile vittoria, stabilisce due volte di fila il record del meeting, prima con 2,05 m, poi con 2,08 m, miglior risultato della stagione e suo personale, entrambi al primo tentativo.
Ai Campionati europei di Barcellona 2010 conquista la medaglia d'oro con un salto di 2,03 m, precedendo nell'ordine la svedese Emma Green e la tedesca Ariane Friedrich. Nel dicembre del 2010, l'associazione internazionale dei giornalisti sportivi AIPS la premia come migliore atleta al mondo, mentre il premio maschile viene assegnato al tennista spagnolo Rafael Nadal.
Il 26 maggio 2011 vince la sua quinta gara al Golden Gala di Roma, saltando 1,95 metri. Ai Mondiali di Taegu ottiene la medaglia d'argento con la misura di 2,03 m, m il 14 luglio 2012 annuncia che non avrebbe partecipato ai Giochi della XXX Olimpiade a causa del mancato recupero di un infortunio occorso nel gennaio precedente.
Al rientro dall'infortunio, a causa di numerosi problemi che hanno impossibilitato il recupero completo, non riesce a ripetere le misure delle stagioni precedenti ma ottiene comunque un argento ai Mondiali di Pechino 2015 e soprattutto, un bronzo ai Giochi olimpici di Rio de Janeiro 2016 con la stessa misura (1,97 m) delle due atlete che la precedono, nonostante i pochi mesi di preparazione successivi all'ennesimo intervento chirurgico alla caviglia del piede di stacco.
L'allenatore di Blanka Vlašić è suo padre Joško, ex decatleta. Blanka Vlašić è solita eseguire un balletto per celebrare una vittoria oppure una prestazione importante, mentre quando durante le gare cerca di rilassarsi, si copre la testa, per isolarsi da quello che la circonda.
È sorella del calciatore Nikola Vlašić.

## Record nazionali

### Seniores
- Salto in alto: 2,08 m ( Zagabria, 31 agosto 2009)
- Salto in alto indoor: 2,06 m ( Arnstadt, 6 febbraio 2010)

## Progressione

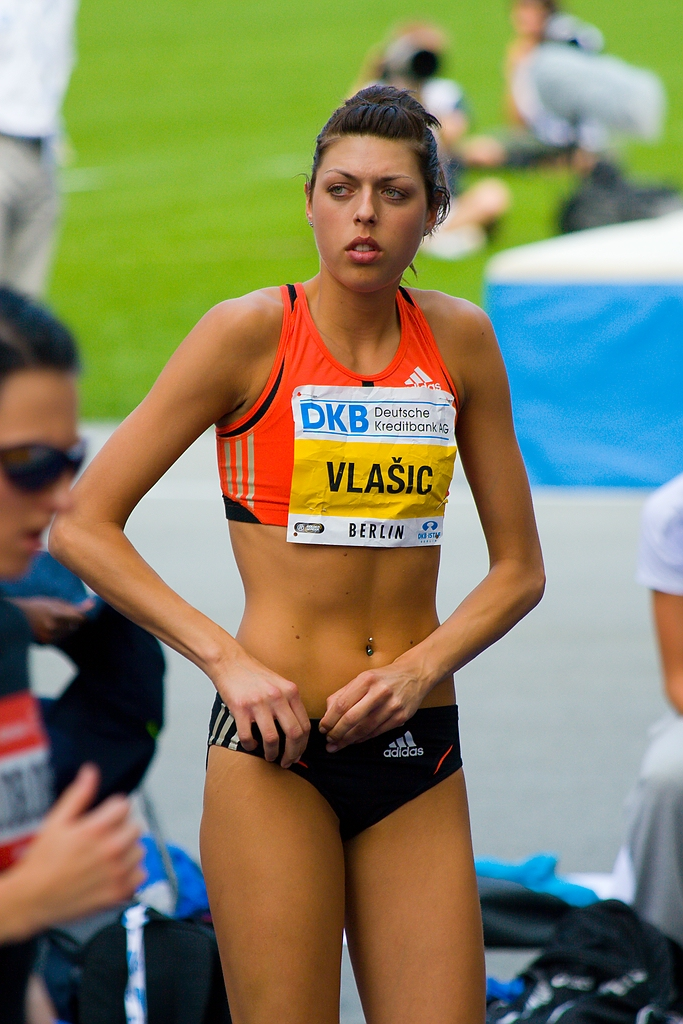
Blanka Vlašić impegnata all'ISTAF 2008

- 1,87 m Berlino
- 1,89 m Taegu
- 1,92 m Bruxelles
- 1,94 m Salonicco
- 1,95 m Bruxelles
- 1,96 m Berlino
- 1,97 m Osaka
- 1,98 m Bruxelles
- 1,99 m Berlino
- 2,00 m Osaka
- 2,01 m Barcellona
- 2,02 m Berlino
- 2,03 m Monaco
- 2,04 m Berlino
- 2,05 m Spalato
- 2,06 m Madrid
- 2,07 m Stoccolma
- 2,08 m Zagabria

## Palmarès

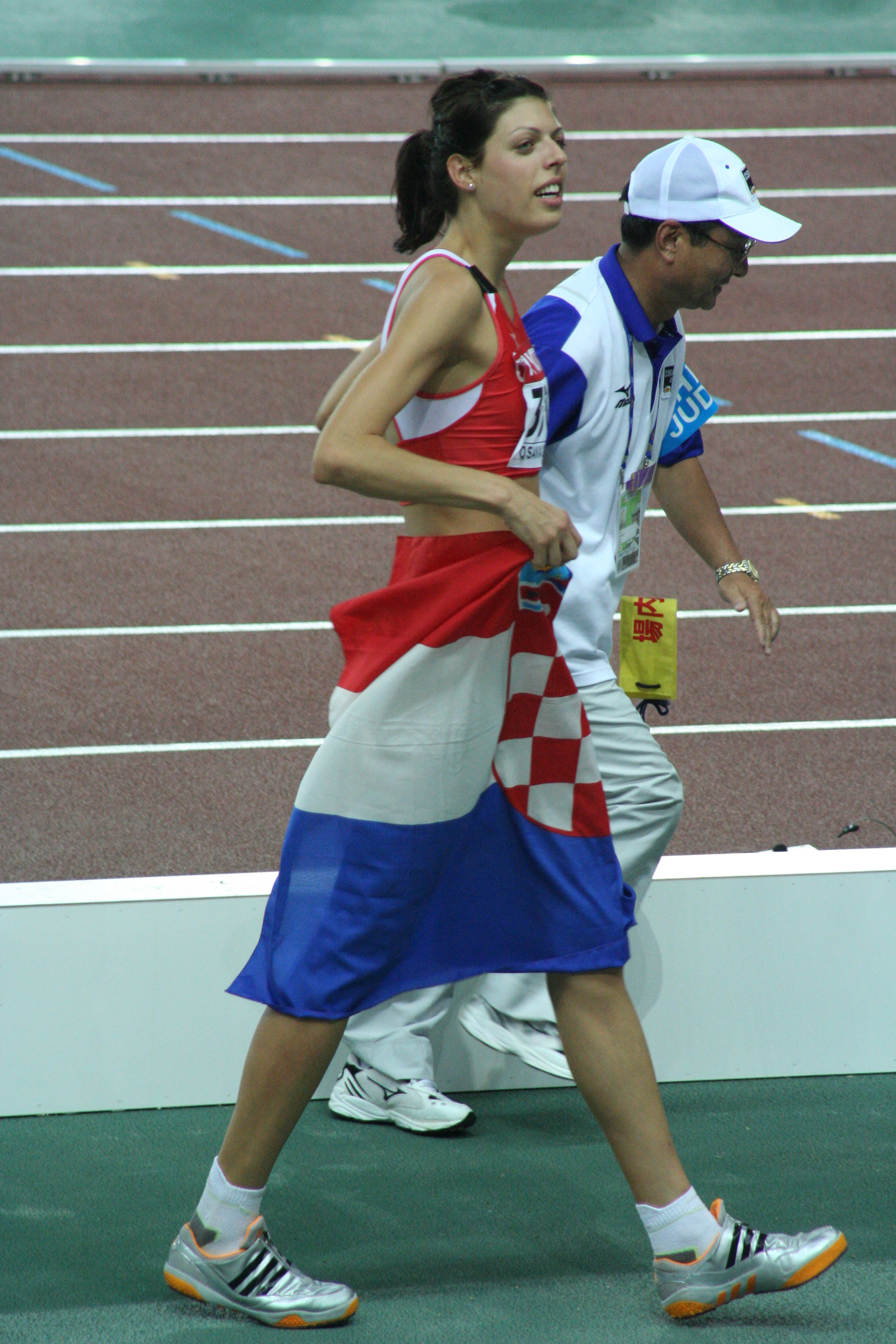
Blanka Vlašić dopo la vittoria ai Mondiali di

| Anno | Manifestazione          | Sede           | Evento        | Risultato | Prestazione | Note                                     |
| ---- | ----------------------- | -------------- | ------------- | --------- | ----------- | ---------------------------------------- |
| 1999 | Mondiali allievi        | Bydgoszcz      | Salto in alto | 8ª        | 1,75 m      |                                          |
| 2000 | Giochi olimpici         | Sydney         | Salto in alto | 17ª       | 1,92 m      |                                          |
| 2000 | Mondiali juniores       | Santiago       | Salto in alto | Oro       | 1,91 m      |                                          |
| 2001 | Mondiali                | Edmonton       | Salto in alto | 6ª        | 1,94 m      |                                          |
| 2001 | Giochi del Mediterraneo | Tunisi         | Salto in alto | Oro       | 1,90 m      |                                          |
| 2002 | Mondiali juniores       | Kingston       | Salto in alto | Oro       | 1,96 m      |                                          |
| 2002 | Europei                 | Monaco         | Salto in alto | 5ª        | 1,89 m      |                                          |
| 2003 | Mondiali indoor         | Birmingham     | Salto in alto | 4ª        | 1,96 m      |                                          |
| 2003 | Europei under 23        | Bydgoszcz      | Salto in alto | Oro       | 1,98 m      |                                          |
| 2003 | Mondiali                | Saint-Denis    | Salto in alto | 7ª        | 1,95 m      |                                          |
| 2004 | Mondiali indoor         | Budapest       | Salto in alto | Bronzo    | 1,97 m      |                                          |
| 2004 | Giochi olimpici         | Atene          | Salto in alto | 11ª       | 1,89 m      |                                          |
| 2005 | Mondiali                | Helsinki       | Salto in alto | 20ª       | 1,88 m      |                                          |
| 2006 | Mondiali indoor         | Mosca          | Salto in alto | Argento   | 2,00 m      |                                          |
| 2006 | Europei                 | Göteborg       | Salto in alto | 4ª        | 2,01 m      |                                          |
| 2007 | Europei indoor          | Birmingham     | Salto in alto | 4ª        | 1,92 m      |                                          |
| 2007 | Mondiali                | Osaka          | Salto in alto | Oro       | 2,05 m      |                                          |
| 2008 | Mondiali indoor         | Valencia       | Salto in alto | Oro       | 2,03 m      |                                          |
| 2008 | Giochi olimpici         | Pechino        | Salto in alto | Argento   | 2,05 m      |                                          |
| 2009 | Europei indoor          | Torino         | Salto in alto | 5ª        | 1,92 m      |                                          |
| 2009 | Mondiali                | Berlino        | Salto in alto | Oro       | 2,04 m      |                                          |
| 2010 | Mondiali indoor         | Doha           | Salto in alto | Oro       | 2,00 m      |                                          |
| 2010 | Europei                 | Barcellona     | Salto in alto | Oro       | 2,03 m      | Record dei campionati                    |
| 2011 | Mondiali                | Taegu          | Salto in alto | Argento   | 2,03 m      | Miglior prestazione personale stagionale |
| 2014 | Mondiali indoor         | Sopot          | Salto in alto | 6ª        | 1,94 m      |                                          |
| 2015 | Mondiali                | Pechino        | Salto in alto | Argento   | 2,01 m      | Miglior prestazione personale stagionale |
| 2016 | Giochi olimpici         | Rio de Janeiro | Salto in alto | Bronzo    | 1,97 m      | Miglior prestazione personale stagionale |

## Altre competizioni internazionali
2003
- 4ª alla World Athletics Final ( Monaco), salto in alto - 1,96 m

2006
- 6ª alla World Athletics Final ( Stoccarda), salto in alto - 1,90 m

2007
- Oro alla World Athletics Final ( Stoccarda), salto in alto - 2,00 m

2008
- Oro alla World Athletics Final ( Stoccarda), salto in alto - 2,01 m

2009
- Oro alla World Athletics Final ( Salonicco), salto in alto - 2,04 m

2010
- Oro in Coppa continentale ( Spalato), salto in alto - 2,05 m
- Vincitrice della Diamond League nella specialità del salto in alto (32 punti)

2011
- Vincitrice della Diamond League nella specialità del salto in alto (18 punti)

## Riconoscimenti
- Atleta mondiale dell'anno (2010)
- Atleta europea dell'anno (2007, 2010)
- Premio nazionale per lo sport "Franjo Bučar" (2006)